# Baškirská kuchyně

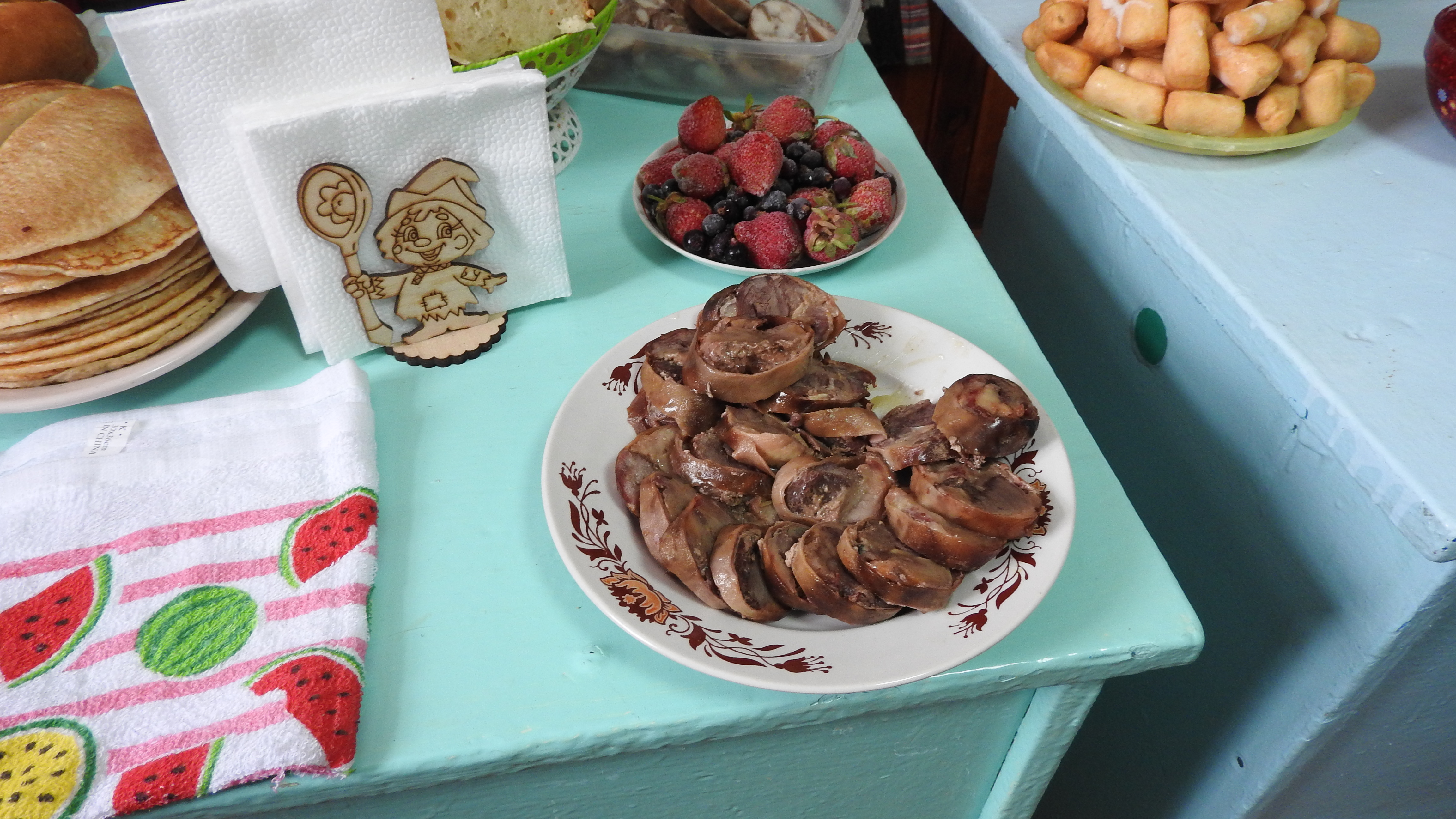
Nakrájená klobása kazy (v popředí) a čak-čak (vpravo nahoře)

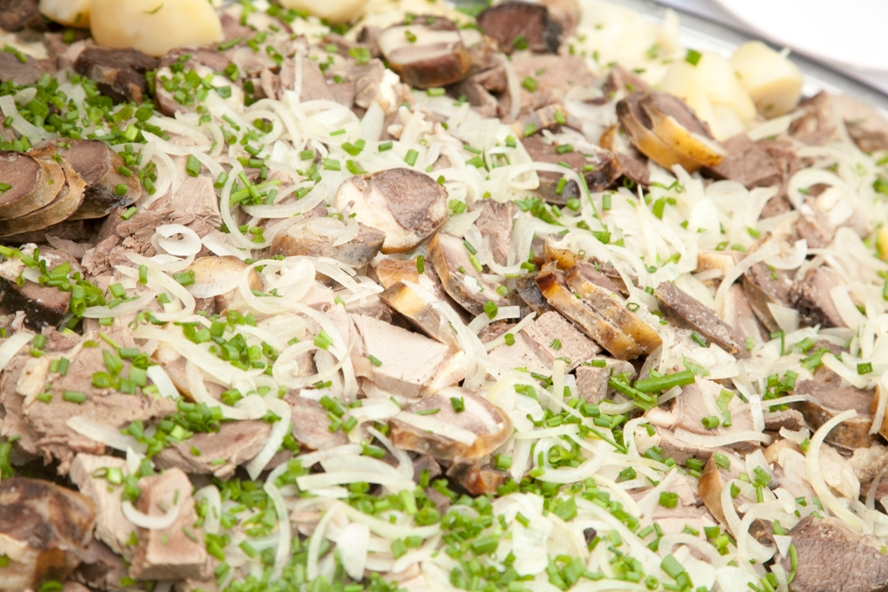
Bešbarmak

Baškirská kuchyně (baškirsky: Башҡорт аш-һыуы, rusky: Башкирская кухня) je tradiční kuchyní Baškirů a Baškortostánu. V Baškortostánu ale nežijí pouze Baškirové, ale i další národy (především Rusové) a proto je zde běžná i tradiční ruská kuchyně, které se ale poměrně dost liší od tradiční baškirské kuchyně, která má blíže kuchyním střední Asie.
Tradiční baškirská kuchyně používá hodně masa, především koňského a skopového. Maso se často také suší. Dále se používají mléčné výrobky nebo med (Baškortostán je známý produkcí medu). Mezi nejpoužívanější koření patří pepř a chilli.

## Příklady baškirských pokrmů a nápojů
Příklady baškirských pokrmů a nápojů:
- Kazy, koňské klobásy
- Čak-čak, sladkost z medu, cukru a mouky, smažená
- Bešbarmak, vařené kousky koňského nebo skopového masa. Podává se s nudlemi a masovým vývarem.
- Kumys, nápoj z kvašeného kobylího mléka
- Čaj